# Ramphotyphlops ganei
Ramphotyphlops ganei este o specie de șerpi din genul Ramphotyphlops, familia Typhlopidae, descrisă de Aplin 1998. Conform Catalogue of Life specia Ramphotyphlops ganei nu are subspecii cunoscute.